# Пульмер, Хартмут
Хартмут Адольф Пульмер (нем. Hartmut Adolf Pulmer, 9 ноября 1908, Кёнигсберг в Ноймарке, Германская империя — 24 апреля 1978, Бенсхайм, ФРГ) — немецкий юрист, оберштурмбаннфюрер СС, командир полиции безопасности и СД в Рене, начальник гестапо в Цихенау.

## Биография
Хартмут Пульмер родился 9 ноября 1908 года. Изучал юриспруденцию в Гиссенском университете имени Юстуса Либиха. 30 июня 1933 года был зачислен в ряды СС (№ 178784). Проходил юридическую стажировку в Нордхаузене. 1 мая 1937 года вступил в НСДАП (билет № 5487085). После завершения обучения в феврале 1938 года поступил на службу в гестапо, стал заместителем руководителя отделения гестапо в Тильзите Хайнца Грефе.
В 1939 году состоял в айнзацкоманде, действующей в Польше. С 1940 года возглавлял отделение гестапо в городе Цихенау. С января 1943 года был командиром полиции безопасности и СД в Рене. На этой должности боролся с французским движением сопротивления. В апреле 1944 года ему было присвоен звание оберштурмбаннфюрера СС. В ноябре 1944 года стал руководителем отделения гестапо в Нюрнберге, а с января 1945 года был командиром полиции безопасности и СД в Нюрнберге. Незадолго до освобождения города армией США отдал приказ расстреливать иностранных подневольных рабочих.
После войны скрывался под чужим именем и получил удостоверение на имя Ганса Петерсена. Проживал с семьёй в Бенсхайме и работал гражданским служащим. В 1969 году вышел на пенсию. В связи с его деятельностью в нацистский период в 1974 году в Гиссене началось судебное разбирательство, однако Пульмера признали недееспособным в первый же день суда. Умер в 1978 году в Бенсхайме.